# 有吉玉青
有吉 玉青（ありよし たまお、1963年〈昭和38年〉11月16日 - ）は、日本の随筆家、小説家。本名：清水 玉青。大阪芸術大学教授（教養課程）。
なお、出版物では、姓の中の「吉」の字は「『土』の下に『口』の字体」（𠮷 , 吉の異体字）を使用している。

## 来歴
東京都杉並区生まれ。父は興行師だった神彰、母は作家の有吉佐和子。命名は廖承志による。誕生直後に両親が離婚し、母の下で育つ。光塩女子学院初等科、同中等科、東京都立富士高等学校卒業。
早稲田大学第一文学部哲学科に入学し、1984年、3年次の夏休みに英国へ短期留学中に、母の急逝に遭う。早稲田大学卒業後、東京大学文学部美学藝術学科に学士入学。卒業後、東京大学大学院へ進む（修士課程中途退学）。その後結婚、海外赴任した夫とともに渡米し、一時期ニューヨークなどに滞在した。1992年にニューヨーク大学大学院演劇学科修了。
大学院在学中の1989年に、母との思い出などを綴った書き下ろし「身がわり - 母・有吉佐和子との日日（にちにち）」を刊行。その後、随筆、小説などで活動する。

## 受賞歴
- 1989年『身がわり－母・有吉佐和子との日日（にちにち）』で第5回坪田譲治文学賞

## 著書
- 『身がわり 母・有吉佐和子との日日』新潮社、1989　のち文庫
- 『ニューヨーク空間』新潮社、1993 のち文庫
- 『黄色いリボン』幻冬舎、1994 のち文庫
- 『レストルームで紅をぬれ』幻冬舎、1996「鏡の中の劇場」と改題、増補して文庫
- 『私はまだまだお尻が青い』大和書房、1996
- 『あこがれのため息』幻冬舎、1998
- 『お茶席の冒険』講談社、1998 のち光文社知恵の森文庫
- 『ねむい幸福』幻冬舎、2000 のち光文社文庫
- 『キャベツの新生活』講談社、2000　のち文庫
- 『がんばらなくても大丈夫』PHP研究所、2004 のち文庫
- 『車掌さんの恋』講談社、2004　のち文庫（ISBN 4-06-212597-8）
- 『雛を包む』平凡社、2006（ISBN 4-582-83314-4）
- 『月とシャンパン』光文社、2006 のち文庫
- 『世界は単純なものに違いない』平凡社、2006（ISBN 4-582-83341-1）
- 『ティッシュペーパー・ボーイ』新潮社、2007「渋谷の神様」文庫
- 『恋するフェルメール 36作品への旅』白水社 2007
- 『風の牧場』講談社 2008 のち文庫
- 『ぼくたちはきっとすごい大人になる』光文社 2009　のち文庫
- 『カムフラージュ』角川書店、2010　のち小学館文庫
- 『三度目のフェルメール 舞台に映画に絵画に想う』小学館、2010　「はじまりは「マイ・フェア・レディ」」文庫
- 『美しき一日の終わり』講談社、2012　のち文庫
- 『南下せよと彼女は言う 旅先の七つの物語』小学館 2012 のち文庫
- 『ソボちゃん　いちばん好きな人のこと』平凡社、2014
- 『ルコネサンス』集英社、2022

## 翻訳
- 最後のひと葉 オー・ヘンリー 米倉斉加年絵 偕成社 1992.11